# Мейнард (Міннесота)
Мейнард (англ. Maynard) — місто (англ. city) в США, в окрузі Чиппева штату Міннесота. Населення — 319 осіб (2020).

## Географія
Мейнард розташований за координатами 44°54′15″ пн. ш. 95°28′7″ зх. д. / 44.90417° пн. ш. 95.46861° зх. д. (44.904163, -95.468563).  За даними Бюро перепису населення США в 2010 році місто мало площу 1,68 км², з яких 1,67 км² — суходіл та 0,00 км² — водойми. В 2017 році площа становила 1,55 км², з яких 1,55 км² — суходіл та 0,00 км² — водойми.

## Демографія
Згідно з переписом 2010 року, у місті мешкало 366 осіб у 158 домогосподарствах у складі 99 родин. Густота населення становила 218 осіб/км².  Було 175 помешкань (104/км²).
Расовий склад населення:
| - 92,6 % — білих - 1,1 % — чорних або афроамериканців - 1,1 % — азіатів - 0,3 % — корінних американців - 4,9 % — осіб інших рас |

До двох чи більше рас належало 0,0 %. Частка іспаномовних становила 5,5 % від усіх жителів.
За віковим діапазоном населення розподілялося таким чином: 23,5 % — особи молодші 18 років, 60,4 % — особи у віці 18—64 років, 16,1 % — особи у віці 65 років та старші. Медіана віку мешканця становила 43,3 року. На 100 осіб жіночої статі у місті припадало 90,6 чоловіків;  на 100 жінок у віці від 18 років та старших — 89,2 чоловіків також старших 18 років.
Середній дохід на одне домашнє господарство  становив 52 919 доларів США (медіана — 45 000), а середній дохід на одну сім'ю — 64 065 доларів (медіана — 70 357). За межею бідності перебувало 14,7 % осіб, у тому числі 21,6 % дітей у віці до 18 років та 9,4 % осіб у віці 65 років та старших.
Цивільне працевлаштоване населення становило 200 осіб. Основні галузі зайнятості: освіта, охорона здоров'я та соціальна допомога — 19,5 %, роздрібна торгівля — 14,0 %, будівництво — 13,5 %.